# Ștefan Plavăț
Ștefan Plavăț (n. 24 aprilie 1913, Eșelnița, România – d. 18 iunie 1944, Munții Semenic, România) a fost un activist comunist român, lider al unui grup activ de rezistență în sud-vestul României în timpul celui de- al Doilea Război Mondial.

## Legături externe
- Cum au inventat comuniștii Detașamentul de Partizani "Ștefan Plavăț" Arhivat în 23 februarie 2014, la Wayback Machine., 7 ianuarie 2011, Virgil Lazar, România liberă